# SMS Medusa (1900)
SMS Medusa («Корабль его величества „Медуза“») — седьмой по счёту из десяти малых крейсеров класса «Газелле», построенных для Германского имперского флота. В начале 1900 года корабль был заложен на АГ Везер в Бремене, спущен на воду в декабре 1900 года, затем вошёл в состав Хохзеефлотте в июле 1901 года. Был вооружён десятью 105 мм орудиями и двумя 45-м[что?] торпедными аппаратами. Мог развивать ход в 21,5 узлов (39,8 км/ч).
«Медуза» прослужила почти 40 лет в составе трёх германских флотов. Во время Первой мировой войны служила в качестве разведчика флота, в первые два года войны использовалась как корабль береговой обороны. Стал одним из шести крейсеров, которые было разрешено оставить Германии согласно Версальскому договору. 
В начале 1920-х годов служила в составе Рейхсмарине. В 1924 году была отстранена от службы и использовалась на вторых ролях. В 1940 году командование Кригсмарине преобразовало «Медузу» в плавучую зенитную батарею. До конца войны защищала порт Вильгельмсхафен и была затоплена своим же экипажем. Остатки корабля были разделаны на металл в 1948—1950 годах.

## Описание
«Медуза» была заложена по контракту «Е», корпус был заложен на верфи АГ Везер в Бремене в начале 1900 года. Спущена на воду 5 декабря 1900 года, после чего начались работы по достройке корабля. 26 июля 1901 года вошла в состав Хохзеефлотте. 
Была 104,8 м длиной, 12,2 м шириной, имела осадку в 4,84 м, водоизмещение в 2972 тонны при полной боевой загрузке. Двигательная установка состояла из двух трёхцилиндровых машин, предназначенных для развития мощности в 8 тыс. лошадиных сил (6000 кВт), корабль развивал скорость в 21,5 узлов (39,8 км/ч). Пар для машины образовывался в десяти угольных водотрубных котлах военно-морского типа. Крейсер мог нести 560 тонн угля, что обеспечивало дальность плавания в 3560 морских миль (6590 км) на скорости в 10 узлов (19 км/ч). Экипаж крейсера состоял из 14 офицеров и 243 матросов.
Вооружение крейсера составляли десять 105 мм скорострельных орудий системы SK L/40 на одиночных опорах. Два орудия были размещены рядом на носу, шесть вдоль бортов по три на каждом борту и два бок о бок на корме. Общий боезапас оставлял 1000 выстрелов, по 100 выстрелов на орудие. Орудия имели прицельную дальность в 12 200 м. Также корабль был вооружён двумя 450 мм торпедными аппаратами с пятью торпедами. Аппараты были установлены в корпусе судна по бортам под водой. Корабль был защищён бронированной палубой толщиной от 20 до 25 мм. Толщина стен рубки составляла 80 мм, орудия были защищены тонкими щитами 50 мм толщины.

## Служба
После вступления в состав флота служила в разведывательных силах флота. В 1905 году была приписана к дивизии крейсеров, как и однотипные корабли «Ариадне» и «Амазоне» и броненосный крейсер «принц Генрих». Служила в роли разведчика до начала Первой мировой войны в августе 1914 года, после чего использовалась как корабль береговой обороны. В 1917 году с крейсера были сняты четыре орудия, и он использовался как судно обеспечения для броненосца «Князь Вильгельм», который был учебным судном для военно-морских кадетов.
«Медуза» пережила войну и стала одним из шести крейсеров, которых Германии разрешили оставить по условиям Версальского договора. С 1920 по 1924 год служила в составе Рейхсмарине. В 1922 году вошла в состав действующей эскадры на балтийской базе, вместе с броненосцем «Ганновер». В 1924 году была отстранена от службы. 29 марта 1929 года была вычеркнута из списков флота и впоследствии использовалась как плавучая казарма в Вильгельмсхафене. 
В июле 1940 года в ходе Второй мировой войны была преобразована в зенитную батарею в Вильгельмсхафене. Её вооружение в этой роли составляли одно 105-мм орудие системы SK C/32, четыре 105 мм орудия системы SK C/33, два 37-мм орудия системы SK C/30 и четыре 20-мм орудия. В дальнейшем «Медуза» была приписана к 222-й противовоздушной группе и оставалась в гавани Вильгельмсхафена до конца войны. 3 мая 1945 года за несколько дней до окончания войны экипаж затопил корабль. Остатки корабля были в 1948—1950 годах подняты и разделаны на металл.